# Ernest Mandel

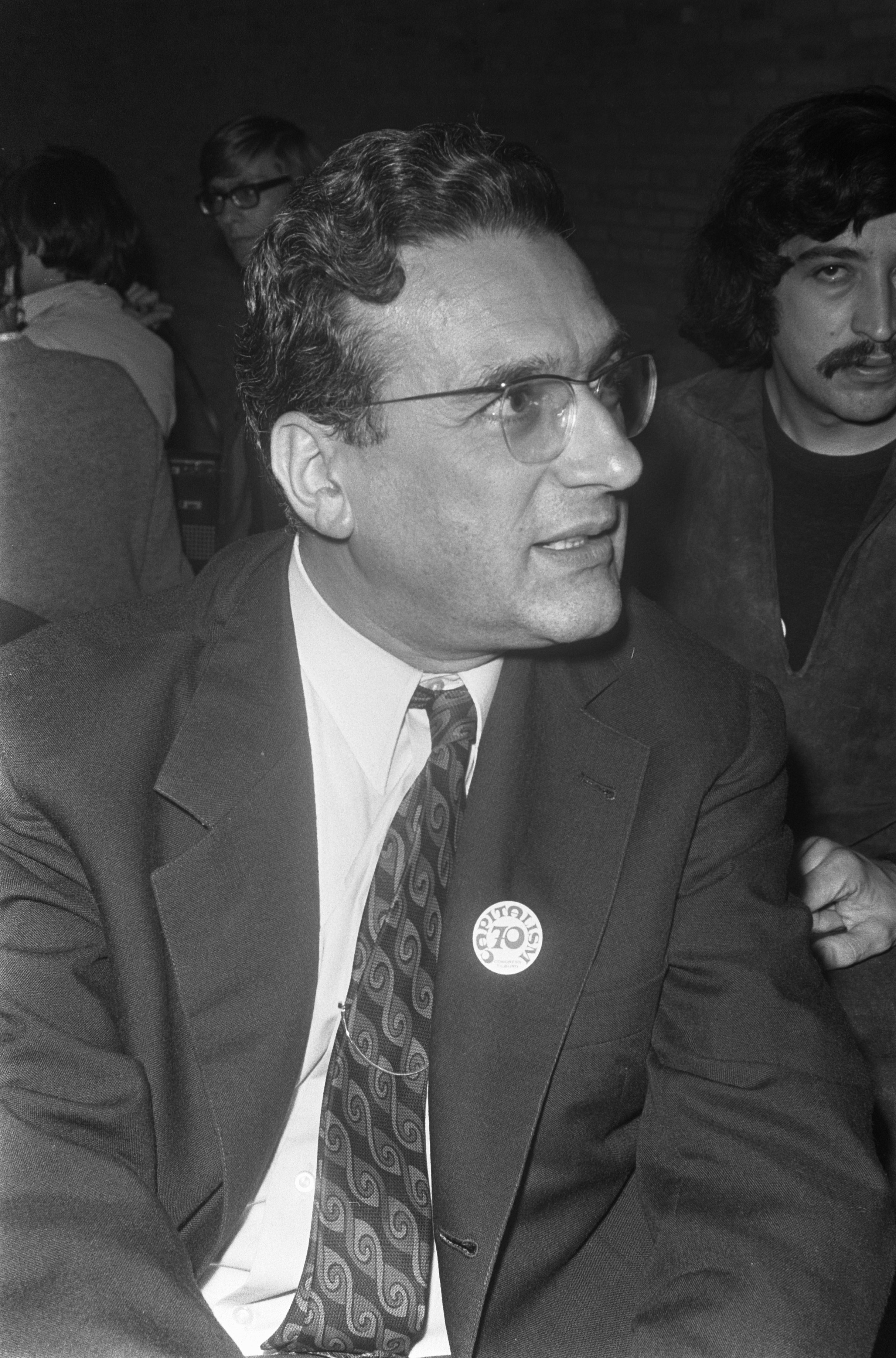
Ernest Mandel

Ernest Mandel (sinh ngày 5 tháng 4 năm 1923 tại Frankfurt am Main, mất ngày 20 tháng 7 năm 1995 tại Bruxelles) là một nhà kinh tế học, lý thuyết gia theo Chủ nghĩa Marx quan trọng, và – có thời cùng với Michel Pablo – là một thành viên lãnh đạo của Đệ Tứ Quốc tế.

## Cuộc đời

### Thời niên thiếu
Ernest Mandel xuất thân từ một gia đình người Do Thái. Thuở nhỏ ông sống tại Antwerpen. Mandel lớn lên trong một gia đình chịu nhiều ảnh hưởng của chủ nghĩa xã hội – nhân đạo. Trong giai đoạn này ông làm quen với rất nhiều người bạn và họ hàng của cha ông, những người đã phải trốn chạy đàn áp về chủng tộc hay chính trị từ nước Đức Quốc xã (và sau này là từ Áo) sang nước Bỉ láng giềng. Rất nhiều người trong số đó đã đến thành phố Antwerpen, thành phố đã có một cộng đồng người Do Thái lớn và rất nhiều người di dân trong thời gian đấy do đã mở rộng cửa cho cả thế giới.
Ngay từ lúc còn nhỏ Mandel đã làm quen với các tác phẩm văn học và âm nhạc cổ điển cũng như học nhiều ngoại ngữ. Thông qua cha của ông, thành viên của Liên minh Spartakus do Rosa Luxemburg và Karl Liebknecht thành lập, Mandel cũng đã quen thuộc với các tác phẩm cổ điển của Chủ nghĩa Marx.
Khước từ ngay cả phong trào Xã hội-Dân chủ lẫn Chủ nghĩa Stalin và dưới ảnh hưởng của cuộc Nội chiến Tây Ban Nha, người học sinh trung học Mandel bắt đầu hoạt động chính trị từ khoảng năm 1937 cho một tổ chức Trosky nhỏ tại Bỉ (Parti Socialiste Révolutionnaire- PSR) và trở thành thành viên của tổ chức này vào năm 1938. Trong thời gian này PSR đã là phân bộ Bỉ của Đệ Tứ Quốc tế do Leo Trosky và những người cùng chí hướng tuyên bố thành lập năm 1938.
Sau khi Chiến tranh thế giới thứ hai bùng nổ và Bỉ bị quân đội Đức chiếm đóng năm 1940, vừa mới bắt đầu học đại học tại Trường Đại học Tự do (Université Libre) ở Bruxelles, Mandel đã phải ngưng học trong mùa thu 1941 vì lực lượng chiếm đóng đóng cửa trường. Trong tháng 12 năm 1941 Ernest Mandel đi vào hoạt động bí mật và từ đấy hoạt động trong phong trào chống phát xít (Résistance), viết truyền đơn và viết bài cho các sách nhỏ (pamphlet) của cha, người cũng hoạt động bí mật. Mặc dù bị bắt giam nhiều lần như trong tháng 12 năm 1942 và trong tháng 3 năm 1944 và bị giam trong các trại giam ở Bỉ, ông đã có thể trốn thoát được hai lần và cuối cùng, trong tháng 4 năm 1945, được quân đội Đồng Minh giải thoát từ một trại giam ở Đức, nơi ông bị chuyển đến trong năm 1944.
Trong thời gian tự do, Mandel vẫn kiên quyết tiếp tục hoạt động chính trị bí mật. Năm 1942 ông được bầu vào Bộ Chính trị của Parti Communiste Révolutionnaire (PCR), là tên mới của PSR. Trong tháng 11 năm 1943 ông bí mật đến Paris và tham dự hội nghị bí mật của những người theo Chủ nghĩa Trosky tại châu Âu trong tháng 2 năm 1944.

### Sau Chiến tranh thế giới thứ hai
Vào thời gian cuối của Chiến tranh thế giới thứ hai Mandel đóng vai trò quan trọng trong Đệ Tứ Quốc tế. Trong những năm 1944 và 1945 các bài viết đầu tiên của Mandel được đăng trên nhiều tờ báo Trosky tại Bỉ và tập san quốc tế cũng như trên Quatrième Internationale, cơ quan báo chí của ban lãnh đạo Đệ tứ Quốc tế. Từ 1946 tên hay bút danh của ông cũng ngày càng xuất hiện thường xuyên hơn trên các cơ quan báo chí Trosky Mỹ và quốc tế.
Từ 1943 đến 1995 Mandel liên tục nằm trong các ủy ban lãnh đạo cao nhất của Đệ Tứ Quốc tế và chẳng bao lâu được xem là người theo Chủ nghĩa Trosky nổi tiếng nhất bên cạnh Isaac Deutscher.
Trong thập niên 1950 Mandel tuyên truyền cho chiến thuật thâm nhập vào các đảng phái xã hội-dân chủ, xã hội chủ nghĩa hay cộng sản (entryism) với mục đích xây dựng một phái cánh tả kiên định và về lâu dài lôi kéo đa số của đảng đấy theo chủ nghĩa Marx cách mạng. Mandel cũng đã tham gia Parti Socialiste Belge theo đường hướng xã hội-dân chủ của Bỉ năm 1950.
Trong các thập niên 1950 và 1960, bên cạnh các hoạt động liên quan đến việc xây dựng Đệ Tứ Quốc tế và trong phân bộ Bỉ, Mandel đặt trọng tâm vào công việc viết báo. Ngoài những tờ báo khác ông đã viết cho hai tờ báo Bỉ là Le Peuple (1954-1958) và La Wallonie (1958-1966), cho tờ L’Observateur tại Paris và Het Paroll ở Amsterdam. Với vai trò là nhà báo, Mandel chủ yếu viết về các đề tài chính trị-kinh tế, chính trị-xã hội nhưng ông cũng viết về các đề tài chính trị đối nội và đối ngoại. Nhiều bài viết của Mandel cũng được đăng trên các báo và tạp chí có đường hướng chủ nghĩa xã hội cánh tả, sát gần phong trào xã hội-dân chủ hay độc lập cũng như thuộc về các cơ quan báo chí "thâm nhập", tức những báo xuất bản dưới sự bảo hộ của một đảng xã hội-dân chủ hay xã hội chủ nghĩa và không công khai tự xưng là thuộc về chủ nghĩa Trosky nhưng lại chịu rất nhiều ảnh hưởng của những người theo Chủ nghĩa Trosky hay do những người đấy định dạng. Thuộc vào trong số đó là tuần báo La Gauche phát hành tại Bruxelles và tờ Links mà Mandel là một trong những người đồng thành lập, xuất bản và tác giả thường kỳ. Sau khi PSB tuyên bố trong một đại hội đảng rằng việc cộng tác với La Gauche và Links là việc không phù hợp cho một thành viên của đảng, Mandel và những người cánh tả quá khích khác đã ly khai ra khỏi PSB. Mandel vẫn là tổng biên tập của tờ La Gauche, tờ báo cũng có đọc giả là những người bên ngoài giới ủng hộ chủ nghĩa Trosky và sau đấy trở thành cơ quan báo chí của phân bộ Bỉ được tái tổ chức thuộc về Đệ Tứ Quốc tế.
Tại Bỉ, trong nửa thập niên sau của những năm 1960, Mandel chuyên tâm xây dựng các đảng phái chủ nghĩa xã hội cánh tả nhỏ trong vùng Flandern và Wallonien mà cuối cùng từ những đảng đó phân bộ Bỉ của Fourth International được tái thành lập. Trong những năm của thập niên 1960 Mandel chú tâm vào các đề tài cải cách cấu trúc chống tư bản chủ nghĩa, việc công nhân kiểm soát sản xuất và hoạt động cho một cấu trúc liên bang cho nước Bỉ, là nước chịu nhiều ảnh hưởng của mâu thuẫn giữa hai vùng Wallonie và Flandres (Đọc Xung đột Wallonie-Flandres). Ngoài ra từ 1954 cho đến 1963 Mandel là thành viên và chuyên gia cố vấn trong Ủy ban Nghiên cứu của Liên hiệp Công đoàn Bỉ FGTB (Fédération Général du Travail Belgique) và là người cộng tác tin cậy của André Renard, người lãnh đạo công đoàn Wallonie được lòng dân và có nhiều ảnh hưởng. Cả hai người đã đóng vai trò quan trọng trong vụ tổng đình công ở Bỉ vào cuối 1960 đầu 1961 và trong phong trào công đoàn của Bỉ trong thời gian này.
Năm 1962 Mandel tiếp tục việc học đại học đã phải bỏ dỡ năm 1941 vì chiến tranh và vì nước Bỉ bị chiếm đóng. Ông tiếp tục học ngành kinh tế tại Bruxelles và Paris và đỗ bằng Licencié tại École Practique des Hautes Études của trường Đại học Sorbonne tại Paris năm 1967. Mặc dù hoạt động chính trị trong nước và quốc tế rất tích cực nhưng ông vẫn tiếp tục nghiên cứu và đạt học vị phó tiến sĩ đầu năm 1972 tại trường Đại học Tự do Berlin (Freie Universität Berlin).
Trong những năm của thập niên 1960 Ernst Mandel cũng bắt đầu xuất hiện thường xuyên hơn trên trường quốc tế ngoài môi trường chung quanh đại học và Trosky mà trong đó các sách do ông viết đã góp phần quan trọng. Qua một lượng lớn sách và bài viết được xuất bản, seminar, các chuyến đi giảng bài và tranh luận công khai ông đã có nhiều ảnh hưởng đến phong trào sinh viên đang nở rộ.
Từ tháng 10 năm 1970 cho đến khi về hưu vào ngày 30 tháng 9 năm 1988 Madel đầu tiên là giảng viên và sau đó là giáo sư của trường Đại học Tự do Brussel (Vrije Universiteit Brussel - VUB). Ông giảng bài và tổ chức seminar về môn kinh tế học chủ nghĩa Marx và về cấu trúc chính trị, từ 1985 đến 1988 ông đồng thời cũng là giám đốc Trung tâm Chính trị học (Centrum voor Politicologie) của VUB.
Ông đã nhận Giải thưởng Alfred Marshall của Trường Đại học Cambridge (University of Cambridge) năm 1978 cho loạt bài giảng về Alfred Marshall của ông.
Cuối những năm 1960 và trong thập niên 1970 chính phủ một số nước phương Tây đã cấm không cho ông nhập cảnh và giảng dạy. Ngoài những nước khác ông đã không được phép vào Mỹ, Pháp, Cộng hòa Liên bang Đức, Thụy Sĩ và Úc trong nhiều năm. Tại Cộng hòa Liên bang Đức nguyên Bộ trưởng Bộ Nội vụ thời đấy Hans-Dietrich Genscher đã cấm ông không được phép nhập cảnh năm 1972, việc chỉ được bãi bỏ năm 1978. Ông chỉ được vào các nước thuộc khối phương Đông từ năm 1989, ngoại trừ Nam Tư, nơi ông đã tham dự nhiều hội nghị của các nhà khoa học xã hội chủ nghĩa ngay trong những năm của thập niên 1970 và 1980.
Đặc biệt các cuộc tranh luận nổi tiếng của ông với các lý thuyết gia của chủ nghĩa Marx đã góp phần làm cho nhiều người biết đến ông. Thí dụ như với Che Guevara và Charles Bettelheim về tổ chức của nền kinh tế xã hội chủ nghĩa; với Paul Sweezy, Hillel Ticktin, Alec Nove về bản chất của sự quan liêu Xô viết. Trung tâm của các cuộc thảo luận khác là các đề tài kinh tế thị trường chống với kinh tế kế hoạch, lý thuyết của chủ nghĩa tư bản nhà nước hay tương lai của chủ nghĩa xã hội sau khi chính quyền xã hội chủ nghĩa tại các nước Đông Âu sụp đổ. Mandel cũng đã có nhiều cuộc tranh luận công khai thú vị với nhiều nhà hoạt động chính trị như Gregor Gysi, Felipe González và Joop den Uyl.
Từ cuối thập niên 1960, nhờ vào những hoạt động khoa học và chính trị trên trường quốc tế mà Ernest Mandel đã trở thành người đại diện nổi tiếng nhất của chủ nghĩa Trosky. Sách và các bài viết của ông đã được dịch ra nhiều thứ tiếng mà một phần cũng đạt đến số lượng xuất bản và độ truyền bá đáng kể.
Ngoài ra trong những năm sau này Mandel còn thường là khách mời của các sự kiện thảo luận, tranh luận công khai hay talkshow trên truyền hình.

## Ảnh hưởng
Là một nhà tuyên truyền không mệt mỏi cho một sự chọn lựa khác đối với cả xã hội tư bản lẫn chủ nghĩa Stalin dựa trên nền dân chủ Xô viết và tự quản lý, Mandel đã có ảnh hưởng lớn nhất trong những thập niên 60 và 70 của thế kỷ 20. Nếu như một thời bị đe dọa sẽ đi vào lãng quên sau bước ngoặt của lịch sử thế giới 1989/1990 – cũng như toàn thể truyền thống của chủ nghĩa Marx và chủ nghĩa xã hội – thì có thể nhận thấy rằng sự chú ý về tác phẩm và cuộc đời của Ernest Mandel đã hồi sinh theo sự xuất hiện của phong trào chống toàn cầu hóa tư bản chủ nghĩa.

## Tác phẩm
Tác phẩm Thuyết kinh tế Mác-xít bao gồm hai tập được xuất bản lần đầu tiên bằng tiếng Pháp năm 1962. Trong tác phẩm này – dựa trên cơ sở chủ nghĩa Marx – Ernest Mandel đã phân tích về các quy luật phát triển và lịch sử của phương thức sản xuất tư bản chủ nghĩa.
Trong luận án bảo vệ phó tiến sĩ và là tác phẩm chính được xuất bản năm 1971 Late capitalism Mandel tiếp tục phát triển các ý tưởng đã được tóm lược trong Thuyết kinh tế Mác-xít và cố gắng giải thích thời kỳ đương đại của chủ nghĩa tư bản sau Chiến tranh thế giới thứ hai từ các quy luật phát triển chung của tư bản. Trong đó Mandel đã dựa vào thuyết về chu kỳ phát triển trong chủ nghĩa tư bản do các nhà lý thuyết người Nga và Mác-xít (Nikolai Kondratiev) phát triển vào đầu thế kỷ 20 (chu kỳ Kondratiev). Học thuyết này nói rằng ngoài các chu kỳ công nghiệp kéo dài khoảng 7-11 năm đã do Marx khám phá còn có nhiều phát triển theo dạng chu kỳ với tăng trưởng và suy thoái. Một chu kỳ như thế kéo dài vào khoảng 50 năm. Theo cách nhìn này thì năm 1967 là đỉnh cao của một chu kỳ bắt đầu từ khi Chiến tranh thế giới thứ hai chấm dứt và - theo học thuyết này – thì phải chấm dứt trong thời gian hiện nay.
Các ý tưởng đó được Mandel tiếp tục phát triển trong tác phẩm Long Waves of Capitalist Development được phát hành bằng tiếng Anh năm 1980 và tiếng Đức năm 1983.
Nổi bật trong số các tác phẩm của ông vào những năm cuối là quyển Power and Money, xuất bản năm 1992. Trong đó ông đã tóm lược các lý thuyết của ông về chế độ quan liêu.

## Một số tác phẩm chính
- Marxist Economic Theory (2 tập).
- The Formation of the Economic Thought of Karl Marx, 1843 to Capital
- La Longue Marche de la Revolution
- Introduction to Marxist Economic Theory
- Europe versus America: Contradictions of Imperialism
- Decline of the Dollar': a Marxist view of the Monetary Crisis
- The Second Slump
- Revolutionary Marxism Today
- Revolutionare Strategien im 20e Jahrhundert
- Trotsky: A Study in the Dynamic of his Thought
- From Stalinism to Eurocommunism
- Late Capitalism
- Verveemding en revolutionaire perspectieven
- Offener Marxismus
- Réponse à Louis Althusser et Jean Elleinstein
- Long Waves of Capitalist Development
- Introduction to Marxism
- Delightful Murder: A social history of the crime story'
- De la Commune à Mai 68: Histoire du mouvement ouvrier international
- Karl Marx: die Aktualitat seines Werkes
- La Crise
- The meaning of the Second World War
- Beyond Perestroika: the future of Gorbachev's USSR
- tháng 10 năm 1917: Coup d'état or Social Revolution?
- Trotsky as Alternative
- Kontroversen um "Das Kapital"
- Power and Money: A Marxist Theory of Bureaucracy
- The Place of Marxism in History
- Cash Krach & Krisis: Profitboom, Börsenkrach und Wirtschaftskrise
- Revolutionary Marxism and Social Reality in the 20th Century
- Why they invaded Chzechoslovakia

## Tác phẩm có sự cộng tác của Mandel
- 50 Years of World Revolution 1917-1967: an International Symposium
- Arbeiterkontrolle, Arbeiterrate, Arbeiterselbstverwaltung
- Ricardo, Marx, Sraffa: the Langston Memorial Volume
- New Findings in Long-Wave Research